# Gesamter organischer Kohlenstoff
Der gesamte organische Kohlenstoff oder TOC-Wert (englisch total organic carbon) ist ein Summenparameter in der Umweltanalytik und gibt die Summe des gesamten organischen Kohlenstoffs in einer Probe an. Er ist das Maß für den Gehalt an organischem Kohlenstoff in einer Wasser-, Boden- oder Luftprobe. Der TOC schließt damit anorganisch gebundenen Kohlenstoff aus, wie zum Beispiel Carbonate in Bodenproben oder CO2 in Luftproben. In der Regel lässt der TOC in Wasser und Luft Rückschlüsse auf die Belastung mit Fremdstoffen zu. Für Böden steht der TOC-Gehalt in einer engen Verbindung mit der Bodenfruchtbarkeit.

## TOC in Luft oder Abgasen
TOC wird in Luft oder Abgasproben mit einem Flammenionisationsdetektor (FID) oder FTIR-Spektrometer bestimmt. Erlaubte TOC-Gehalte in Abgasen werden in Deutschland aktuell über die Technische Anleitung zur Reinhaltung der Luft (TA-Luft) und zukünftig über die Verordnung über mittelgroße Feuerungs-, Gasturbinen- und Verbrennungsmotoranlagen geregelt. Sie sind vom Anlagentyp abhängig. Zum Beispiel ist bei Motoren, die mit Biogas betrieben werden, eine Begrenzung auf 1,3 g/m³ ab dem 1. Januar 2025 vorgeschrieben.

## TOC in Wasserproben
Zur Ermittlung des TOC-Gehalts wird die Konzentration des gesamten organisch gebundenen Kohlenstoffs im Wasser bestimmt und zumeist mit automatisierten Messverfahren ermittelt.
Saubere Quellwässer weisen einen TOC-Gehalt von 1–2 mg/l auf. Schwach belastete Flüsse und Bäche zeigen Werte um 2–5 mg/l. In mesotrophen Seen werden bereits Werte um 5–10 mg/l erreicht, in produktiven Karpfenteichen typischerweise 15–25 mg/l. In stark verschmutzten Gewässern kann der Wert auf über 100 mg/l steigen. Der TOC dient neben anderen Summenparametern zur Abschätzung der Wassergüte.
Die Methode beruht auf der Oxidation der im Wasser enthaltenen Kohlenstoffverbindungen und der anschließenden Bestimmung des dabei entstandenen CO2 (Kohlenstoffdioxid). Die Oxidation erfolgt üblicherweise durch die thermische Verbrennung oder alternativ über einen UV-Persulfataufschluss der Wasserprobe, die anschließende Detektion des CO2 mittels Infrarotphotometrie.
Die Bestimmung des TOC in der Wasserchemie steht in einer Konkurrenzbeziehung zur Bestimmung des chemischen Sauerstoffbedarfs (CSB). Die Vorteile der TOC-Bestimmung liegen in der erhöhten Genauigkeit, dem geringeren  erforderlichen Probevolumen und der besseren Automatisierbarkeit. Ein weiterer Vorteil gegenüber der CSB-Bestimmung ist, dass hier keine schwefelsauren und hoch mit Schwermetallen (Hg, Ag, Cr) belasteten Abwässer anfallen. Nachteil ist der wesentlich größere apparative Aufwand. Der wesentliche Unterschied beider Methoden besteht aber im Gegenstand der Messung: Bei CSB-Bestimmung spielt die mittlere Oxidationsstufe der aktuell vorliegenden Kohlenstoffverbindungen die entscheidende Rolle. Alle weiteren oxidierbaren Wasserinhaltsstoffe werden mit erfasst oder müssen (wie z. B. Chlorid, Cl−) durch besonderen Aufwand maskiert werden. Die TOC-Bestimmung dagegen ist selektiv, es werden ausschließlich Kohlenstoffverbindungen erfasst, unabhängig von der Oxidationsstufe des Kohlenstoffs.
Die Messung des TOC hat sich vor allem bei der Untersuchung von Trinkwasser und Oberflächenwässern durchgesetzt, da in diesen Fällen eine CSB-Bestimmung oftmals zu ungenau wäre. In der Abwasseranalytik ist dagegen, vor allem in Bezug auf die Belastung und/oder Leistung von Kläranlagen, der CSB-Wert in Kombination mit dem BSB-Wert (Biochemischer Sauerstoffbedarf) als Maß für die organische Belastung verbreitet.
Inzwischen ist auch bei der Abwasserabgabe der TOC-Wert als Maß für die organische Belastung zulässig. Die Umrechnung in CSB-/BSB-Angaben ist jedoch problematisch und nur dann einigermaßen zuverlässig, wenn eine konstante Oxidationsstufe in den meisten kommunalen Abwässern angenommen wird. Dagegen gelten für Industrieabwässer unterschiedlicher Branchen auch höchst unterschiedliche Faktoren zur Umrechnung zwischen beiden Größen.

### Analysenmethoden
In der Normung (z. B. DIN EN1484) werden drei verschiedene Verfahren beschrieben, um den TOC-Gehalt zu ermitteln. Damit wird dem Umstand Rechnung getragen, dass einerseits alle relevanten Verbindungen erfasst werden sollen, andererseits eine Störung der Messung durch Matrix-Effekte möglichst vermieden werden soll. Moderne Analysengeräte können nach allen drei Verfahren betrieben werden. Die Auswahl des geeigneten Verfahrens richtet sich dabei nach der Zusammensetzung und Konzentration der Kohlenstoffverbindungen und nach den zu erwartenden Störstoffen.

#### NDIR-Detektion
Zur Bestimmung des Kohlenstoffdioxidgehalts im Trägergas (ausgetriebener TIC/TOC) werden meist Nichtdispersive Infrarotsensoren (NDIR) eingesetzt, welche vom Trägergas konstant bzw. reproduzierbar durchströmt werden. Die durch den NDIR-Detektor gemessene Konzentration wird in Abhängigkeit von der Zeit erfasst. Das resultierende Integral aus CO2-Konzentration über die Zeit (oft auch als Peakfläche bezeichnet) ist dabei ein Maß für den aus der Probe freigesetzten Kohlenstoff C.

#### Verbrennungsmethode (Combustion)
Bei der Verbrennungsmethode wird die Probe in einem beheizten Reaktor vollständig verbrannt und der in der Probe enthaltene Kohlenstoff zu Kohlenstoffdioxid CO2 oxidiert.
Feste Proben werden bei ca. 900 °C oder höher verbrannt. Für flüssige Proben beträgt die  Verbrennungstemperatur üblicherweise ca. 700 bis 1.000 °C, wobei höhere Temperaturen den Probenaufschluss fester wie flüssiger Proben prinzipiell begünstigen. Die Verbrennung und vollständige Umsetzung des in der Probe enthaltenen Kohlenstoffs in der Gasphase zu CO2 wird durch Einsatz von Katalysatoren (z. B. Kupferoxid, Cerdioxid oder platinhaltige Katalysatoren) unterstützt. Werden flüssige Proben bei 1.200 °C verbrannt, benötigen sie keinen oxidationsfördernden Katalysator, da der vorhandene Kohlenstoff in der Probe vollständig in CO2 umgesetzt wird.
Die Verbrennungsgase werden mit einem Trägergasstrom (meist synthetische Luft oder reiner Sauerstoff) transportiert, entfeuchtet / getrocknet und zum Detektor geführt. Die Bestimmung des Kohlenstoffdioxids erfolgt in einem nicht dispersiven Infrarotdetektor (NDIR).
Seit Juni 2009 beschreibt der Normenentwurf DIN EN 15936 die Versuchsverfahren zur Bestimmung des TOC-Gehalts in Feststoffen. Der Entwurf soll die Norm DIN EN 13137 ersetzen und beschreibt die Verbrennung in einem separaten Feststoffanalysator sowie eine neue Suspensionsmethode, um Feststoffe in Flüssiganalysatoren zu bestimmen.
Parallel zum TC oder NPOC kann man den TNb (Gesamter gebundener Stickstoff) mit einem separaten, Stickstoffmonoxid-spezifischen Detektor (z. B. Chemosensor, Elektrochemischer-Detektor (ECD), Chemolumineszenz-Detektor oder IR-Detektor) ermitteln.
Um den TIC zu erhalten, wird bei den Verbrennungsgeräten die Probe (meist in einem separaten, unbeheizten Reaktor) angesäuert und das frei werdende Kohlenstoffdioxid ausgetrieben. Die Bestimmung des Kohlenstoffdioxids erfolgt wiederum im NDIR-Detektor.
Ein häufiges Problem bei der Verbrennungsmethode sind die in vielen Proben enthaltenen Salze sowie Säuren- oder Laugen-Bestandteile, welche zu vorzeitigem Verschleiß hauptsächlich des Verbrennungsrohres (meist Quarzglas) und Inaktivierung des Katalysators führen können. Seitens der Gerätehersteller gibt es verschiedene Konzepte, diese Problematik zum Teil recht wirkungsvoll zu umgehen (z. B. Matrixabscheidung, Keramikreaktoren, verbesserte Prozessführung oder Verfahren ohne Katalysatoren).

#### Nasschemische Methode „UV-Persulfatmethode“ (Wet-Chemical)
Die Probe wird in ein beheiztes Aufschlussgefäß eingeleitet. Säure wird zugegeben und der anorganische Kohlenstoff (TIC) in Kohlenstoffdioxid umgewandelt. Das Kohlenstoffdioxid wird mit Stickstoff ausgetrieben und im NDIR-Detektor als TIC gemessen. Der Probe wird Persulfat zugegeben, sie wird mit UV-Licht bestrahlt und der organische Kohlenstoff (TOC) im beheizten Reaktor in Kohlenstoffdioxid umgewandelt. Das Kohlenstoffdioxid wird mit Stickstoff ausgetrieben und im NDIR-Detektor als TOC gemessen.
Feste Probenbestandteile (auch suspendierte Partikel) können nicht vollständig aufgeschlossen werden. Daher ist diese Methode für partikelhaltige Proben ungeeignet. Auch salzhaltige Proben sind problematisch, da mit zunehmenden Salzgehalt (insbesondere Chlorid) das Persulfat verstärkt Nebenreaktionen eingeht und für die Oxidation des Kohlenstoffs nicht mehr zur Verfügung steht. Dabei besteht die Gefahr von Minderbefunden.
Abgewandelt kann diese Methode auch kontinuierlich betrieben werden. Hierbei wird die Leitfähigkeit des Mediums gemessen, bevor es anschließend in einem dünnen Rohr mit UV bestrahlt wird. Das gebildete Kohlenstoffdioxid bildet Kohlensäure und erhöht so die Leitfähigkeit. Aus der Differenz der Leitfähigkeit des Mediums vor und nach der UV-Bestrahlung lässt sich der Gehalt an organischem Kohlenstoff (TOC) berechnen.

### Einsatzbereich der verschiedenen Methoden
Die nasschemische Methode „UV-Persulfatmethode“ wird wegen der erreichbaren hohen Empfindlichkeit vorzugsweise für den Nachweis kleinster TOC-Gehalte beispielsweise in Pharmawässern (Reinstwasser, WFI, …) verwendet, da eine große Probenmenge (bis ca. 20 ml) eingesetzt werden kann. Nachteilig bei dieser Methode ist neben der Nichteignung für partikelhaltige Proben auch, dass einige sehr stabile organische Verbindungen (z. B. Barbitursäure) unter Umständen nicht vollständig aufgeschlossen werden und dabei die Gefahr von Minderbefunden besteht.
Für den Bereich der Umweltanalytik (neben Abwasser auch Trinkwasser und Oberflächenwasser) wird vorzugsweise die Verbrennungsmethode (Injektionsmenge bis ca. 2 ml) eingesetzt. Der Hochtemperaturaufschluss ist eine Methode, die auch schwer oxidierbare Verbindungen und Partikel sicher aufschließt. Moderne Geräte erreichen auch mit der Verbrennungsmethode eine hohe Messempfindlichkeit und können daher als Alternative zur UV-Methode, u. a. für die Analytik von Pharmawässern, verwendet werden.

### Rechenverfahren

#### Differenzverfahren (TOC = TC − TIC)
Im Bereich großer TOC-Konzentrationen (z. B. bei kommunalem Abwasser) wird häufig nach dem „Differenzverfahren“ gearbeitet. Dabei wird im ersten Schritt die Gesamtheit aller Kohlenstoffverbindungen („TC“ = Total Carbon) bestimmt und anschließend in einer zweiten Messung der Anteil anorganischer Kohlenstoffverbindungen (z. B. Karbonate) („TIC“ = Total Inorganic Carbon) ermittelt. Durch Subtraktion des TIC vom TC erhält man dann den TOC-Wert.

#### Direktverfahren (TOC als NPOC)
Da sowohl der TC als auch der TIC mit einer Messungenauigkeit behaftet sind, führt das Differenzverfahren bei Proben mit einem gegenüber dem TIC kleinen TOC-Anteil oft zu ungenauen Ergebnissen. Im Bereich der Trinkwasseranalytik wird deshalb das so genannte „Direktverfahren“ eingesetzt. Dafür wird die Probe vor der Messung angesäuert, um den anorganischen Kohlenstoffanteil „TIC“ über Kohlensäure in Kohlenstoffdioxid (CO2) umzuwandeln. Mit einem Inertgasstrom wird das entstandene CO2 anschließend aus der Probe ausgeblasen. Dabei gehen allerdings auch flüchtige Säuren (Ameisensäure aus angesäuertem Formiat, Essigsäure aus angesäuertem Acetat etc.) sowie alle leicht flüchtigen organischen Substanzen (z. B. Treibstoffbestandteile) für die Messung verloren. Deshalb wird auch der so erhaltene TOC als „NPOC“ (Non-Purgeable Organic Carbon, nicht ausblasbarer organischer Kohlenstoff) bezeichnet. Dennoch ist dieses Verfahren in relativ TIC-reichen (= harten) Wässern das Verfahren der Wahl, da es die beste Genauigkeit und Reproduzierbarkeit liefert.

#### Additionsverfahren
Leicht flüchtige organische Verbindungen werden beim Direktverfahren nicht mit erfasst. Darf ihr Anteil am TOC nicht vernachlässigt werden, setzt man das „Additionsverfahren“ ein. Dazu wird der ausgeblasene Gasstrom vom CO2 befreit und die enthaltenen flüchtigen Verbindungen anschließend oxidiert und bestimmt. Der so erhaltene „POC“ (Purgeable Organic Carbon) wird dann mit dem NPOC zum TOC addiert.

### TOC zur Konzentrationsanalytik
Befindet sich in der zu bestimmenden Probe nur eine organische Substanz, so kann das TOC-Verfahren auch zur Ermittlung der Konzentration der Substanz genutzt werden.
Die Konzentration der Probe in der Substanz kann folgendermaßen bestimmt werden:
{\displaystyle c_{\text{Substanz}}={\frac {TOC\cdot M_{\text{Substanz}}}{12,01\cdot {\text{Anzahl C-Atome}}}}}
Diese Gleichung ermittelt den Gehalt einer Substanz, indem die gemessene Konzentration an organischem Kohlenstoff über das Verhältnis der molaren Massen von Kohlenstoff und der Substanz, und der Anzahl der C-Atome in einem Molekül der Substanz, in Relation zueinander gebracht werden. Dies ist möglich, da aus jedem Kohlenstoffatom in einem Molekül der Substanz bei der Analyse ein CO2-Molekül entsteht.